# Age Ain't Nothing but a Number
Age Ain't Nothing But a Number é o álbum de estreia da cantora norte-americana Aaliyah, lançado em 24 de maio de 1994 através da Blackground Records e Jive Records. Após ter assinado um contrato com seu tio Barry Hankerson, a cantora foi introduzida ao artista e produtor R. Kelly. Ele se tornou seu mentor, assim como principal compositor e produtor do álbum. O duo gravou o álbum na Chicago Recording Company em Chicago, entre janeiro de 1993 e início de 1994.
Age Ain't Nothing But a Number recebeu, no geral, avaliações positivas dos críticos musicais. Muitos notaram a habilidade vocal de Aaliyah e elogiaram o conteúdo lírico. Aaliyah foi creditada por ter redefinido o R&B ao mesclar sua voz com o new jack swing de Kelly. O álbum alcançou a 18ª posição da Billboard 200 e vendeu mais de três milhões de cópias nos Estados Unidos, onde foi certificado platina dupla pela Recording Industry Association of America (RIAA). O álbum vendeu mais de seis milhões de cópias mundialmente.
O álbum gerou dois singles que alcançaram o top dez da Billboard Hot 100—"Back & Forth" e um cover de "At Your Best (You Are Love)" (1976), de The Isley Brothers; as duas canções receberam o certificado de ouro pela RIAA. A faixa-título foi lançada como terceiro último single do álbum nos Estados Unidos, ao passo que "Down with the Clique" e "The Thing I Like" foram lançadas como quarto e quinto singles, respectivamente, no Reino Unido.
Antes do acordo de distribuição feito entre a Blackground Records e a Empire Distribution em agosto de 2021, Age Ain't Nothing But a Number era o único álbum de estúdio de Aaliyah disponível legalmente nas plataformas digitais. Os direitos do álbum pertencem à Sony Music, a sucessora legal da Zomba Group of Companies (dona original da Jive Records).

## Antecedentes e desenvolvimento
O tio de Aaliyah, Barry Henkerson, que era um advogado de entretenimento, era casado com Gladys Knight.[carece de fontes?] Quando criança, Aaliyah viajou com Knight e trabalhou com um agente em Nova York, onde ela fez audições para comerciais e programas de TV, incluindo a sitcom Family Matters. Em 1989, ela apareceu no Star Search, aos 10 anos, onde ela apresentou a canção "My Funny Valentine". Aaliyah começou a dar início às audições ao passo que sua mãe fez a decisão de tirar seu sobrenome do nome artístico. Aos 11 anos, ela começou a se apresentar em concertos ao lado de Gladys Knight. Durante cinco noites, Aaliyah performou ao lado de Knight em Las Vegas; durante os concertos, ela apresentava um número durante a metade do show, e encerrava cantando um dueto com Knight. Enquanto falava de sua experiência se apresentando com Knight, Aaliyah disse: "Foi uma ótima experiência de aprendizado". Ela também mencionou: "Eu aprendi muito sobre o palco e como o público reage diferentemente à várias canções.
Quando Aaliyah tinha 12 anos, Hankerson a levava para o Vanguard Studios em sua cidade natal, Detroit, para gravar demos com o produtor musical e proprietário do Vanguard Studios, Michael J. Powell.[carece de fontes?] Em uma entrevista, Powell afirmou: "Na época, Barry estava tentando conseguir um contrato com Aaliyah e com a MCA, e ele veio até mim para fazer suas demos". Durante seu tempo de gravação com Powell, Aaliyah gravou vários covers, como "The Greatest Love of All", "Over the Rainbow" e "My Funny Valentine", que ela havia apresentado no Star Search.[carece de fontes?] Eventualmente, Hankerson começou a apresentar Aaliyah para várias gravadoras, como Warner Bros. e MCA Records; de acordo com Hankerson, embora os executivos de ambas as gravadoras gostassem de sua voz, eles não a contrataram. Depois de várias tentativas fracassadas de conseguir que Aaliyah assinasse com uma gravadora, Hankerson então mudou seu foco em conseguir que ela assinasse com a Jive Records, a gravadora com a qual R. Kelly, um artista que ele gerenciava naquela época, assinou. De acordo com o ex-A&R da Jive Records, Jeff Sledge, o ex-proprietário da Jive, Clive Calder, não queria assinar com Aaliyah no início, porque achava que uma garota de 12 anos era muito jovem para assinar com a gravadora. Sledge declarou em uma entrevista: "O cara que era dono da Jive na época, Clive Calder, ele também é um profissional de A&R. Ele era basicamente o chefe do departamento de A&R. Barry continuou apresentando-a para ele e viu algo, mas ele disse, 'Ela não está pronta, ela ainda é jovem, ela precisa se desenvolver mais'. Barry voltaria e a desenvolveria mais". Depois de desenvolver Aaliyah mais como artista, Hankerson finalmente assinou um contrato de distribuição com a Jive, e ele a contratou para sua própria gravadora Blackground Records. Quando Aaliyah finalmente teve a chance de fazer um teste para os executivos da gravadora da Jive, ela cantou "Vision of Love" de Mariah Carey.[carece de fontes?]

## Gravação e produção
No final de 1992, Aaliyah assinou contrato com a Blackground e a Jive; Hankerson então a apresentou ao artista e produtor R. Kelly. Quando a dupla se conheceu, Aaliyah cantou uma música a cappella para Kelly, que o deixou impressionado com sua voz e ele decidiu que queria trabalhar com ela. Ele então se tornou seu mentor, bem como o único compositor e produtor de seu álbum de estreia. Kelly foi o único escritor e produtor creditado no álbum porque a gravadora não queria que várias pessoas compartilhassem os direitos de publicação. De acordo com Jeff Sledge, "Clive era um guru da publicação, então ele e Barry não estavam tentando cortar muitas pessoas no álbum para compartilhar a publicação. Eles disseram que faríamos isso com um cara e a editora será fácil de lidar porque é uma pessoa". Uma vez que o problema de publicação foi resolvido, tanto Aaliyah quanto Kelly começaram a gravar o álbum em 1993, quando ela tinha 14 anos e, de acordo com Aaliyah, levou cerca de oito a nove meses para gravar o álbum.
R. Kelly e Aaliyah trabalharam no álbum em Chicago durante o verão, enquanto ela estava fora da escola para as férias de verão; ela voaria de Detroit para Chicago, e eles trabalhariam no álbum. Durante a gravação do álbum, a dupla passou muito tempo juntos indo a fliperamas e boliche. Isso ajudaria no processo de composição porque Kelly "escreveria as músicas que combinavam com ela e sobre quais crianças de sua idade e seus amigos estavam falando". De acordo com Aaliyah, "Ele passou um tempo comigo, tentando ver como eu pensava sobre as coisas e o que as pessoas da minha idade pensam". Ao discutir o processo de composição do álbum, Aaliyah disse: "Nós vibramos um com o outro, e foi assim que as músicas foram construídas, ele vibrava comigo sobre como as letras deveriam ser. Ele me dizia o que cantar e eu cantava. Foi assim que todo o álbum foi feito". A dupla gravou a primeira música, "Old School", na Chicago Recording Company e levou pelo menos dois dias para gravar. Aaliyah adorou gravar "Old School" porque essa música "tinha um toque dos Isley Brothers".[carece de fontes?] Ao discutir o processo de gravação da música, Aaliyah disse: No começo, eu tinha que ficar confortável, mas eu estava perto de Robert, então foi legal. Tanto Robert quanto eu somos perfeccionistas, e se você ouvir a música, há muita paixão nela".[carece de fontes?]
Enquanto gravava o álbum, Kelly a treinou enquanto trabalhavam várias horas no estúdio. Ela muitas vezes cantou as músicas várias vezes para alcançar a "excelência".[carece de fontes?] Ao discutir as horas agitadas de gravação do álbum, Aaliyah disse: "Nós dedicamos muitas horas; no que diz respeito à música, ficávamos lá a noite toda, garantindo que fosse perfeito. Houve momentos em que eu estava cansada, mas eu sabia que tinha que insistir se quisesse sair."[carece de fontes?] Kelly afirmou que Aaliyah era "uma das melhores artistas" com quem ele trabalhou.[carece de fontes?] Durante o processo de gravação do álbum, a gravadora estava fora do circuito em relação ao tipo de músicas que estavam sendo gravadas. Executivos da gravadora não ouviram o álbum até que estivesse finalizado e ficaram impressionados com o produto final. Sledge disse: "Quando finalmente ouvimos o álbum, ficamos impressionados porque o álbum era foda. Era basicamente como ouvir um álbum de R. Kelly, mas com uma garotinha cantando". Segundo Aaliyah, o álbum é sobre adolescentes e o que eles passam.[carece de fontes?]

## Lançamento e divulgação
A gravadora de Aaliyah não interferiu em sua imagem, então ela teve rédea solta quando se tratava de sua imagem e estilo. O ex-A&R da Jive Records, Jeff Sledge, mencionou em uma entrevista que a campanha promocional foi montada para que Aaliyah não tivesse que mudar sua imagem ou estilo. Quando perguntado sobre os planos promocionais do álbum, o vice-presidente sênior da Jive, Barry Weiss, disse que "haveria pouco em termos de mudanças de marketing entre a promoção doméstica e mundial do conjunto". Falando sobre a imagem de Aaliyah, ele disse: "Ela é o que ela é, o álbum tem um tremendo apelo pop para acompanhar seu lado urbano, então não há muito diferente do que faremos no exterior". Um mês antes do lançamento do primeiro single do álbum, "Back & Forth", Aaliyah participou da conferência "Power Jam" da Urban Network, onde foi apresentada e "recebida calorosamente".[carece de fontes?] O álbum foi originalmente programado para 14 de junho de 1994, mas devido ao sucesso instantâneo do videoclipe de "Back & Forth" na MTV, a gravadora foi solicitada a lançar o álbum três semanas antes, em 24 de maio. Após o lançamento do álbum, Aaliyah embarcou em uma turnê mundial de 1994-1995, visitando os Estados Unidos, Europa, Japão e África do Sul. Além da turnê internacional, Aaliyah se apresentou no Budweiser Superfest na USAir Arena em setembro de 1994. Em janeiro de 1995, ela cantou "Age Ain't Nothing But a Number" no programa de comédia All That da Nickelodeon. Em 1 de maio de 1995, Aaliyah fez uma aparição na Virgin Megastore em Londres. Antes de ser lançada como último single do álbum na Europa em Agosto de 1995, a faixa "The Thing I Like" havia sido incluída na trilha sonora do filme Um Tira Sem Vergonha (1994).[carece de fontes?]

## Recepção
| Críticas profissionais | Críticas profissionais |
| Avaliações da crítica  | Avaliações da crítica  |
| Fonte                  | Avaliação              |
| ---------------------- | ---------------------- |
| AllMusic               | [ 25 ]                 |
| Entertainment Weekly   | B+                     |
| Rolling Stone          | [ 27 ]                 |
| Slant Magazine         | [ 28 ]                 |

Age Ain't Nothing But a Number recebeu no geral avaliações positivas dos críticos musicais. Alguns escritores notaram que "os vocais sedosos" de Aaliyah e sua "voz sensual" combinados com o new jack swing de Kelly ajudaram a definir o R&B nos anos 1990. Seu som também foi comparado com o do quarteto feminino En Vogue. Christopher John Farley da revista Time descreveu o álbum como um "trabalho muito bem contido", notando que Aaliyah e seus "vocais sussurrados de menina foram calmamente com as batidas rudes de R.Kelly". Stephen Thomas Erlewine do Allmusic sentiu que o álbum teve sua "cota de encheção de linguiça", mas descreveu os singles como "sedosamente sedutivos". Ele também disse que as canções do álbum foram "frequentemente melhores" do que as do segundo álbum de estúdio de Kelly, 12 Play.
Paul Verna, da Billboard, elogiou a produção de R. Kelly no álbum e a voz de Aaliyah dizendo: "O toque dourado de produção do mentor R. Kelly é fortemente sentido aqui, e ele tem um dia de campo com a voz quente e sedosa de Aaliyah, que tem profundidade e alcance que desmentem sua juventude". Os editores também sentiram que o álbum estava cheio de muitos "números agradáveis aos ouvidos" e que Aaliyah era a próxima na fila atrás de Whitney Houston, Mariah Carey e Toni Braxton como uma "rainha do topo das paradas". Tonya Pendleton, do The Washington Post, sentiu que a voz de Aaliyah "tem a maturidade de alguém muito mais velho", também ela achava que Aaliyah se destacava por causa de seu "tom singularmente melífluo". De acordo com Pendleton "O que a faz se destacar é seu tom singularmente melífluo e a maneira eloquente com que ela expressa a paixão sincera do primeiro amor". No geral, ela sentiu que Age Ain't Nothing But a Number "é o mais raro dos álbuns - uma coleção bem adequada para seu público-alvo adolescente, mas com a qual ouvintes mais velhos podem se identificar".

## Prêmios
| Ano  | Premiação                      | Categoria                               | Indicado(s)                    | Resultado | Ref.                |
| ---- | ------------------------------ | --------------------------------------- | ------------------------------ | --------- | ------------------- |
| 1994 | Billboard Music Awards         | Clipe do Ano por Novo Artista R&B/Urban | "Back & Forth"                 | Indicado  | [carece de fontes?] |
| 1995 | American Music Awards          | Artista Favorita de R&B/Soul            | Aaliyah                        | Indicado  | [ 31 ]              |
| 1995 | Soul Train Music Awards        | Melhor Novo Artista de R&B/Rap          | Aaliyah                        | Indicado  | [ 32 ]              |
| 1995 | Soul Train Music Awards        | Melhor Álbum de R&B/Soul                | Age Ain't Nothing But a Number | Indicado  | [ 32 ]              |
| 1995 | Soul Train Lady of Soul Awards | Melhor Novo Artista de R&B/Soul         | Aaliyah                        | Indicado  | [ 33 ]              |

## Desempenho comercial
Age Ain't Nothing But a Number estreou na 24ª posição da Billboard 200 em 11 de junho de 1994, vendendo 38.000 cópias em sua primeira semana. O álbum alcançou o pico na 18ª posição em 18 de junho de 1994, e passou um total de 37 semanas na Billboard 200. Na parada de álbuns de R&B/Hip-Hop dos EUA, o álbum atingiu a terceira posição em 2 de julho de 1994, e passou um total de 41 semanas na parada. No Canadá, o álbum estreou na 29ª posição da RPM Albums Charts, eventualmente alcançando a 20ª colocação em 8 de agosto de 1994, passando um total de 25 semanas na parada canadense.[carece de fontes?] Em 12 de dezembro de 1994, o álbum recebeu o certificado de ouro da Music Canada pelas mais de 50.000 cópias vendidas no país.
No Reino Unido, o álbum atingiu o pico nas 23ª e sexta posições da UK Albums Chart e UK R&B Chart, respectivamente. Eventualmente, o álbum recebeu o certificado de ouro da British Phonographic Industry (BPI) por ter vendido mais de 100,000 cópias no Reino Unido. Age Ain't Nothing But a Number também recebeu o certificado de ouro da Recording Industry Association of Japan (RIAJ) pelas mais de 100.000 cópias vendidas no país. O álbum vendeu três milhões de cópias nos Estados Unidos e seis milhões de cópias mundialmente, de acordo com a Vibe.

## Lista de faixas
Todas as canções foram escritas e produzidas por R. Kelly, com exceção de "At Your Best (You Are Love)", escrita por Ernie Isley, Marvin Isley, O'Kelly Isley, Ronald Isley e Chris Jaspe.
| Age Ain't Nothing But a Number – Edição padrão |                                                           |         |  |
| N.º                                            | Título                                                    | Duração |  |
| 1.                                             | "Intro"                                                   | 1:30    |  |
| 2.                                             | "Throw Your Hands Up"                                     | 3:34    |  |
| 3.                                             | "Back & Forth"                                            | 3:51    |  |
| 4.                                             | "Age Ain't Nothing But a Number"                          | 4:13    |  |
| 5.                                             | "Down with the Clique"                                    | 3:24    |  |
| 6.                                             | "At Your Best (You Are Love)"                             | 4:51    |  |
| 7.                                             | "No One Knows How to Love Me Quite Like You Do"           | 4:07    |  |
| 8.                                             | "I'm So Into You"                                         | 3:25    |  |
| 9.                                             | "Street Thing"                                            | 4:58    |  |
| 10.                                            | "Young Nation"                                            | 4:40    |  |
| 11.                                            | "Old School"                                              | 3:17    |  |
| 12.                                            | "I'm Down"                                                | 3:16    |  |
| 13.                                            | "Back & Forth" (Mr. Lee & R. Kelly's Remix) (faixa bônus) | 3:45    |  |
| Duração total:                                 | Duração total:                                            | 48:51   |  |

| Age Ain't Nothing But a Number – Edição japonesa e europeia (faixas bônus) |                                             |         |  |
| N.º                                                                        | Título                                      | Duração |  |
| 13.                                                                        | "The Thing I Like"                          | 3:28    |  |
| 14.                                                                        | "Back & Forth" (Mr. Lee & R. Kelly's Remix) | 3:45    |  |
| Duração total:                                                             | Duração total:                              | 52:19   |  |

## Créditos
- Aaliyah – vocais
- Timmy Allen – baixo
- Tom Coyne – masterização
- Barry Hankerson – produtor executivo
- Keith Henderson – guitarra
- Stephanie Huff – vocal de apoio
- R. Kelly – vocal de apoio, multi-instrumentos, produtor, mixagem
- Doug McBride – assistente de mixagem
- Peter Mokran – programação, engenharia, mixagem
- Joshua Shapera – assistente de mixagem
- Maria Valencia – design

## Tabelas musicais

### Tabelas semanais
| Tabelas musicais (1994)                                            | Melhor posição |
| ------------------------------------------------------------------ | -------------- |
| Canadá - Top Albums (RPM)[carece de fontes?]                       | 20             |
| Estados Unidos (Billboard 200)                                     | 18             |
| Estados Unidos - Top R&B/Hip-Hop Albums (Billboard)                | 3              |
| Países Baixos - Album Top 100                                      | 44             |
| Reino Unido - UK Albums (OCC)[carece de fontes?]                   | 23             |
| Reino Unido - UK R&B Albums (OCC)[carece de fontes?]               | 6              |
| União Europeia - Top 100 Albums (Music & Media)[carece de fontes?] | 90             |

| Tabelas musicais (2001)                         | Melhor posição |
| ----------------------------------------------- | -------------- |
| Estados Unidos - Top Catalog Albums (Billboard) | 15             |

### Tabelas de fim de ano
| Tabelas musicais (1994)                             | Melhor posição |
| --------------------------------------------------- | -------------- |
| Estados Unidos (Billboard 200)                      | 74             |
| Estados Unidos - Top R&B/Hip-Hop Albums (Billboard) | 11             |

## Certificações
| Região                                                | Certificado | Unidades certificadas/vendas |
| ----------------------------------------------------- | ----------- | ---------------------------- |
| Canadá (Music Canada)[carece de fontes?]              | Ouro        | 50,000^                      |
| Estados Unidos (RIAA)                                 | 2× Platina  | 3,000,000                    |
| Japão (RIAJ)                                          | Ouro        | 100,000^                     |
| Reino Unido (BPI)                                     | Ouro        | 100,000^                     |
| ^ Números de remessa baseados apenas na certificação. |             |                              |